# Cristo Rey de Dili
Cristo Rey de Dili (en portugués: Cristo Rei de Díli) es una estatua de Jesús de 88,6 pies (27 m) de altura, situada en lo alto de un globo terráqueo en la ciudad de Dili, la capital de Timor Oriental. Esta estatua fue diseñada por Mochamad Syailillah, quien es más conocido como Bolil. La estatua fue descrita oficialmente como un regalo del presidente indonesio Suharto en 1996 para el pueblo de Timor Oriental, que era en ese entonces aún una provincia ocupada por el gobierno indonesio. La estatua es una de las principales atracciones turísticas de Timor Oriental.
La estatua, y el globo terráqueo en el que se apoya, se sitúan en el extremo de la península Fatucama frente al océano y es accesible subiendo unos 500 escalones.

## Galería

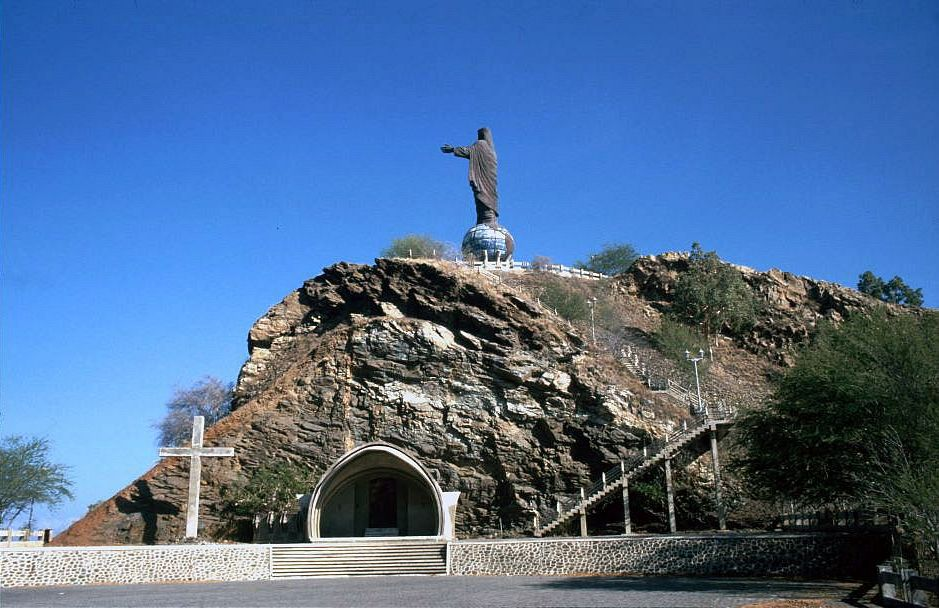
Capilla sob la estatua
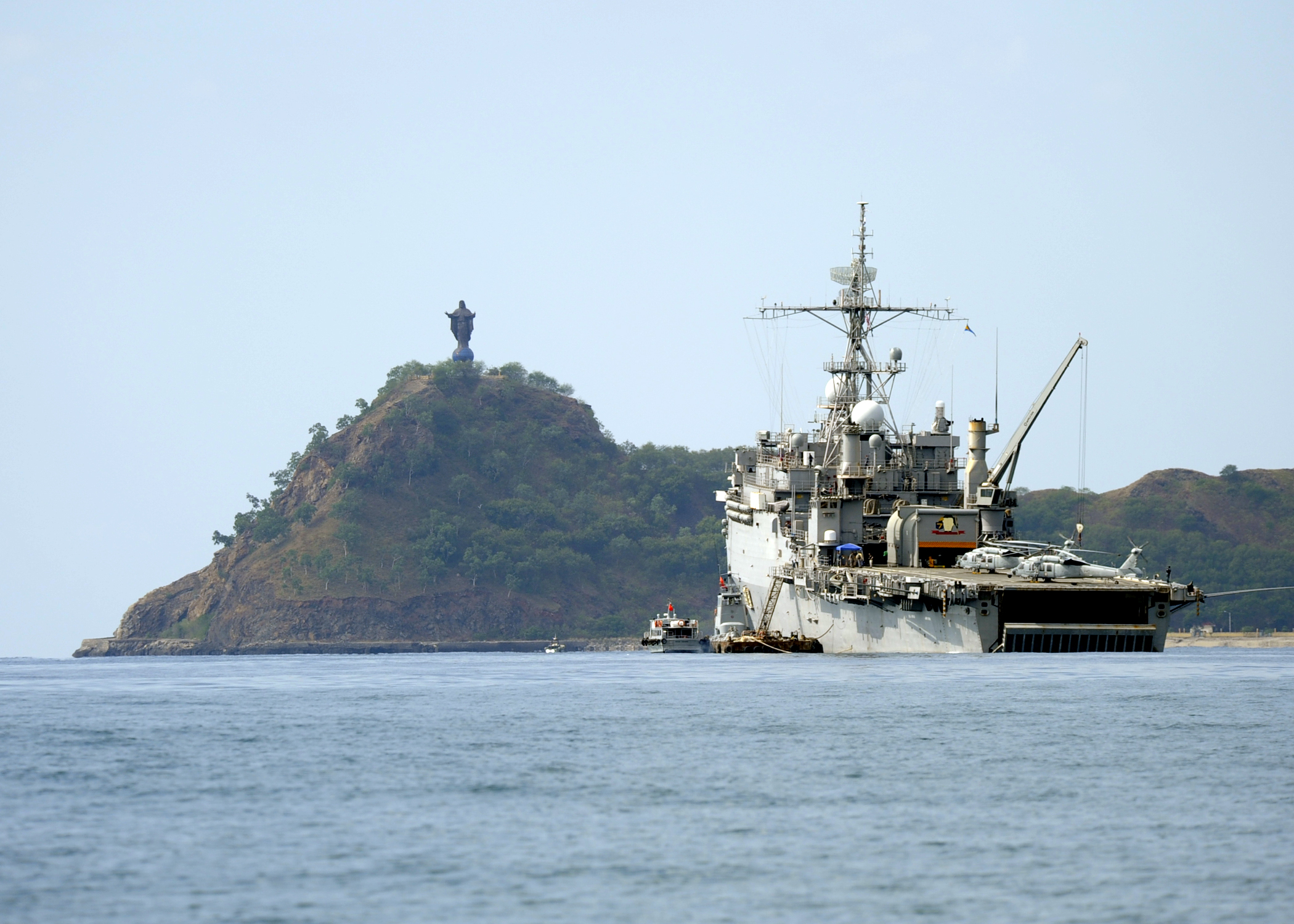
Vista de la estatua desde el mar
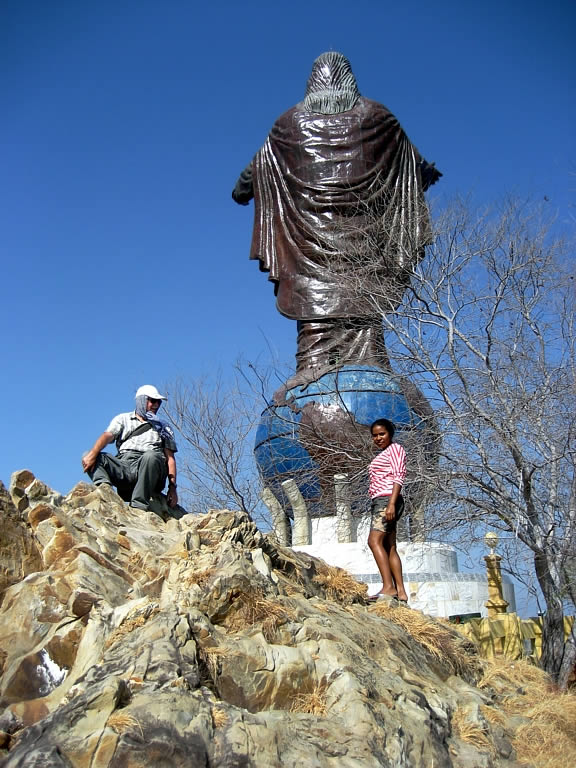
Vista de la trasera
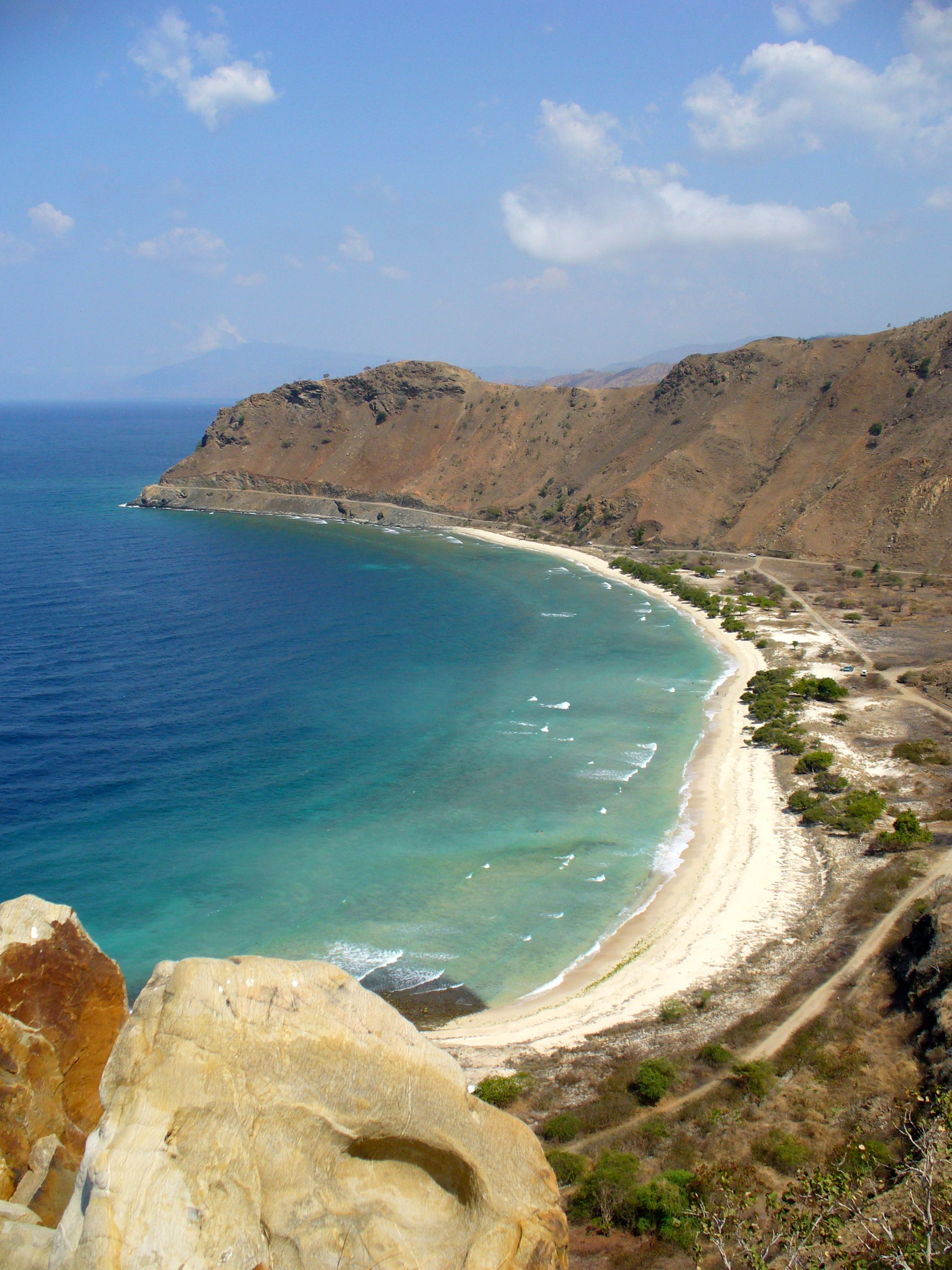
Playa Dolok Oan vista desde el Cristo
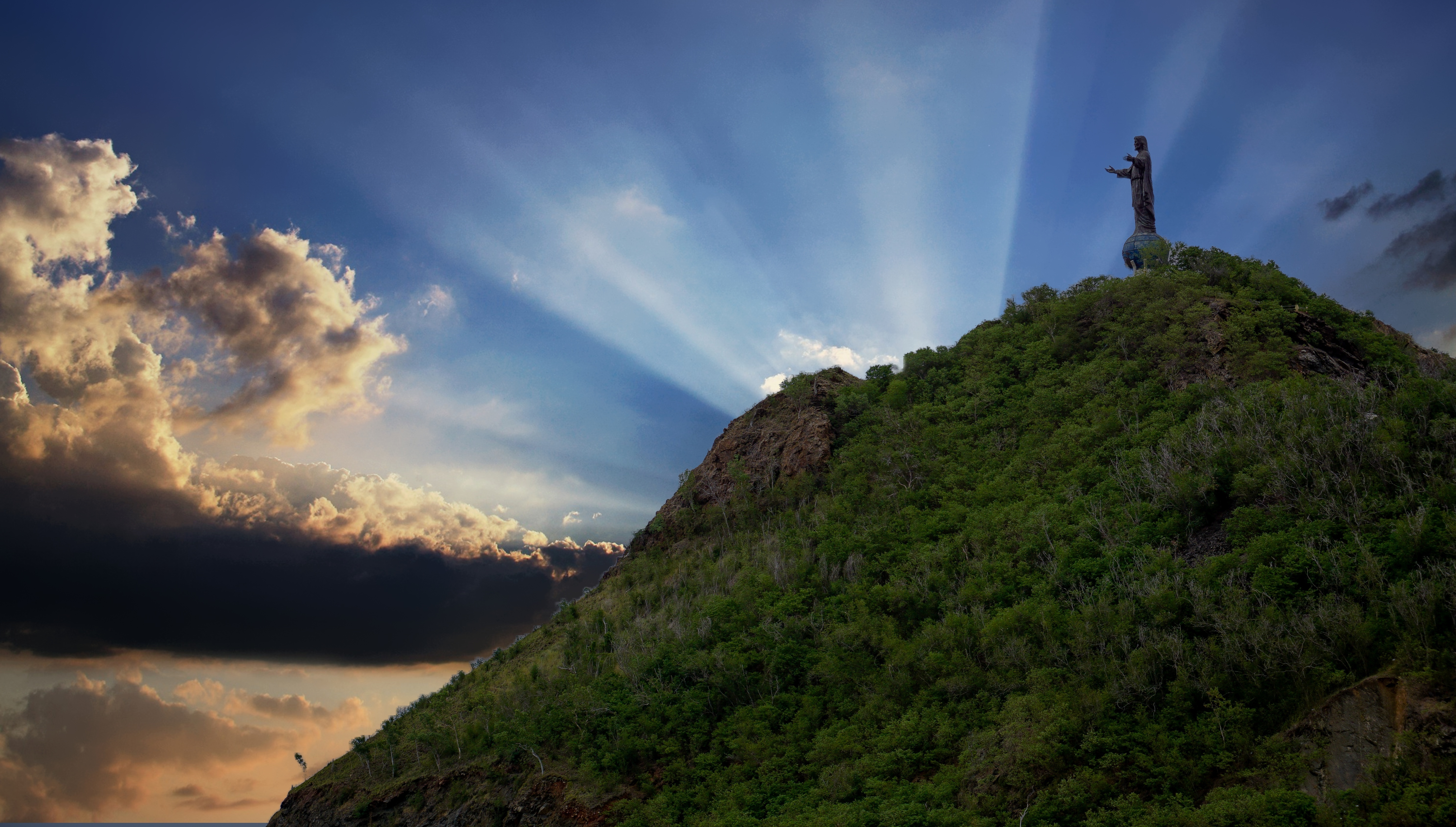
Cristo Rei al sol naciente